# Теодор Столожан
Теодо́р Столожан (рум. Theodor Stolojan; нар. 24 жовтня 1943, Тирговіште) — румунський політик, прем'єр-міністр Румунії у 1991–1992.

## Життєпис
Народився 24 жовтня 1943 у місті Тирговіште (південь Румунії). У 1966 році закінчив фінансовий факультет при Академії економічних досліджень у Бухаресті.
У 1980 захистив докторську дисертацію в галузі економіки. Тривалий час працював у державних структурах — міністерстві продовольчої промисловості, міністерстві фінансів країни.
У 1990 обіймав посаду міністра фінансів, у 1991 був президентом Національного агентства з питань приватизації. З жовтня 1991 по листопад 1992 очолював уряд Румунії.
У період 1992–2000 Теодор Столоян працював на різних посадах у Світовому банку.
З 2000 веде політичну діяльність в Румунії, обіймаючи посади керівного складу політичних партій ліберального та демократично-ліберального спрямування. Т. Столоян з листопада 2007 року є депутатом від Румунії у Європейському парламенті.
За результатами парламентських виборів 2008 року 10 грудня 2008 був вдруге призначений прем'єр-міністром Румунії, однак п'ять днів по тому, він передав посаду Емілю Боку.